# Список гор Аргентины
Это неполный перечень самых высоких и самых важных гор на территории Аргентины.
 Горы Аргентины 
- Аконкагуа (Мендоса) 6,962 м
  - Серро Эль Пломо 6,070 м
- Охос-дель-Саладо (Катамарка) 6,893 м
  - Невадо-Трес-Крусес 6,748 м
  - Серро-Эль-Муэрто 6,488 м
  - Серро Эль Кондор 6,414 м
  - Волкан-де-лос-Патос 6,239 м
  - Сьерра-Невада[англ.] 6,127 м
  - Невадо Сан-Франциско 6,018 м
- Монте-Писсис (La Rioja) 6,795 м
- Серро Бонете (La Rioja) 6,759 м
- Льюльяйльяко (Сальта) 6,723 м
  - Сокомпа 6,051 м
- Мерседарио (San Juan) 6,720 м
  - Серро Рамада[англ.] 6,384 м
- Инкауаси (гора) (Катамарка) 6,621 м
- Тупунгато (Мендоса) 6,570 м
- Антофалья (Сальта) 6,440 м
  - Серро Соло 6,205 м
- Мармолехо 6,108 м
- Аракар 6,095 м
- Серро Галан (Катамарка) 5,920 м